# Encefalitis per herpes
L'encefalitis per herpes o herpètica és una variant de l'encefalitis causada pel virus de l'herpes simple.
Aquesta malaltia (coneguda amb les sigles HSE d'Herpes simplex encephalitis, en anglès) és una infecció vírica del sistema nerviós central humà. Es calcula que pot afectar com a mínim 1 de cada 500.000 individus per any i alguns estudis suggereixen un índex d'incidència de 5,9 casos per 100.000 naixements vius. La majoria de casos d'encefalitis per herpes són causats per virus de l'herpes simple-1 (HSV-1), el mateix virus que causa nafres fredes, i aproximadament un 10% dels casos són a causa d'HSV-2, el qual es transmet típicament a través de contacte sexual. Aproximadament el 50% d'individus que desenvolupen l'encefalitis per herpes tenen més de 50 anys.

## Fisiopatologia
L'encefalitis per herpes es creu que pot ser causat per una infecció inversa del virus des d'un lloc perifèric en la cara després d'una reactivació d'un herpes simple, al llarg d'un axó d'un nervi, fins al cervell. El virus roman dorment en el gangli del cranial trigemin, però la raó per la reactivació, i la seva via per accedir al cervell, encara no està clara, tot i que els canvis en el sistema immunitari causats per l'estrès juguen clarament un paper en els models animals del malaltia. El nervi olfactori també pot estar implicat en l'encefalitis per herpes, la qual cosa pot explicar la seva predilecció pel lòbul temporal del cervell, on el nervi olfactori té ramificacions. En cavalls, un polimorfisme de nucleòtids simples és suficient per permetre que el virus causi la malaltia neurològica; però cap mecanisme similar s'ha trobat en els éssers humans.